# Кузьминовка (Аургазинский район)
Кузьминовка (баш. Кузьминовка) — деревня в Аургазинском районе Республики Башкортостан России. Входит в Семенкинский сельсовет. 
Население на 1 января 2009 года составляло 44 человека.
Почтовый индекс — 453492, код ОКАТО — 80 205 834 004.
С 2005 современный статус.

## История
Статус деревня, сельского населённого пункта, посёлок получил согласно Закону Республики Башкортостан от 20 июля 2005 года N 211-з «О внесении изменений в административно-территориальное устройство Республики Башкортостан в связи с образованием, объединением, упразднением и изменением статуса населенных пунктов, переносом административных центров», ст.1:

6. Изменить статус следующих населенных пунктов, установив тип поселения — деревня:
 
5)  в Аургазинском районе:…

ш) поселка Кузьминовка Семенкинского сельсовета

## Население
| 2002 | 2009 | 2010 |
| ---- | ---- | ---- |
| 46   | ↘44  | ↗50  |

Национальный состав
Согласно переписи 2002 года, преобладающие национальности — татары (41 %), башкиры (26 %).

## Географическое положение
Расстояние до:
- районного центра (Толбазы): 37 км,
- центра сельсовета (Семёнкино): 9 км,
- ближайшей ж/д станции (Стерлитамак): 30 км.